# NGC 5383
NGC 5383 é uma galáxia espiral barrada (SBb) localizada na direcção da constelação de Canes Venatici. Possui uma declinação de +41° 50' 46" e uma ascensão recta de 13 horas, 57 minutos e 04,9 segundos.
A galáxia NGC 5383 foi descoberta em 9 de Abril de 1787 por William Herschel.